# Китайське національне шосе 104
Китайське національне шосе 104 (G104) пролягає від Пекіна до Пінтаня через Цзінань, Сюйчжоу, Нанкін, Ханчжоу, Тайчжоу та Фучжоу.
Вона має приблизно 2606 км, і на карті проходить на південний схід у напрямку до Нанкіна та Ханчжоу, перш ніж повернути на південь-південний захід у Тайчжоу. У 2013 році згідно з новим планом NDRC & MoT на 2013-2030 роки G102 було продовжено до Пінтан.
Виходячи з Пекіна, вона спочатку пролягає як частина Південної Чжунчжоу-роуд і також відома як Наньюань-роуд (через те, що знаходиться поблизу району Наньюань). Однак потім вона повертає на південний захід і стає самостійним шосе.

## Маршрут і відстань
| Маршрут і відстань |               |
| \| Місто \| Відстань (км) \| \| ----------------------- \| ------------- \| \| Пекін, Пекін \| 0 \| \| Ланфан, Хебей \| 56 \| \| Район Сіцін, Тяньцзінь \| 118 \| \| Цзінхай, Тяньцзінь \| 149 \| \| Повіт Цін, Хебей \| 202 \| \| Цанчжоу, Хебей \| 238 \| \| Ботоу, Хебей \| 278 \| \| Дунгуан, Хебей \| 300 \| \| Вуцяо, Хебей \| 331 \| \| Дечжоу, Шаньдун \| 355 \| \| Округ Лін, Шаньдун \| 387 \| \| Повіт Ліньї, Шаньдун \| 419 \| \| Цзінань, Шаньдун \| 481 \| \| Тайань, Шаньдун \| 554 \| \| Цюйфу, Шаньдун \| 628 \| \| Цоучен, Шаньдун \| 651 \| \| Тенгчжоу, Шаньдун \| 691 \| \| Повіт Вейшань, Шаньдун \| 727 \| \| Сюйчжоу, Цзянсу \| 804 \| \| Повіт Суінін, Цзянсу \| 895 \| \| Повіт Сі, Аньхой \| 948 \| \| Округ Вухе, Аньхой \| 984 \| \| Мінгуан, Аньхой \| 1029 \| \| Чучжоу, Аньхой \| 1092 \| \| Нанкін, Цзянсу \| 1169 \| \| Район Цзяннін, Цзянсу \| 1185 \| \| Джуронг, Цзянсу \| 1221 \| \| Ліян, Цзянсу \| 1298 \| \| Ісін, Цзянсу \| 1333 \| \| Хучжоу, Чжецзян \| 1409 \| \| Повіт Децін, Чжецзян \| 1452 \| \| Ханчжоу, Чжецзян \| 1509 \| \| Сяошань, Чжецзян \| 1543 рік \| \| Шаосін, Чжецзян \| 1584 рік \| \| Shangyu, Чжецзян \| 1619 рік \| \| Шенчжоу, Чжецзян \| 1643 рік \| \| Сіньчан, Чжецзян \| 1693 рік \| \| Округ Тяньтай, Чжецзян \| 1745 рік \| \| Ліньхай, Чжецзян \| 1792 рік \| \| Юецін, Чжецзян \| 1921 рік \| \| Веньчжоу, Чжецзян \| 1984 рік \| \| Руйань, Чжецзян \| 2021 рік \| \| Округ Піньян, Чжецзян \| 2036 \| \| Цаннань, Чжецзян \| 2064 \| \| Фудін, Фуцзянь \| 2095 \| \| Zherong, Фуцзянь \| 2140 \| \| Фуань, Фуцзянь \| 2192 \| \| Нінде, Фуцзянь \| 2275 \| \| Луоюань, Фуцзянь \| 2321 \| \| Повіт Ляньцзян, Фуцзянь \| 2362 \| \| Район Мавей, Фуцзянь \| 2400 \| \| Фучжоу, Фуцзянь \| 2420 \| |               |
| Місто | Відстань (км) |
| Пекін, Пекін | 0             |
| Ланфан, Хебей | 56            |
| Район Сіцін, Тяньцзінь | 118           |
| Цзінхай, Тяньцзінь | 149           |
| Повіт Цін, Хебей | 202           |
| Цанчжоу, Хебей | 238           |
| Ботоу, Хебей | 278           |
| Дунгуан, Хебей | 300           |
| Вуцяо, Хебей | 331           |
| Дечжоу, Шаньдун | 355           |
| Округ Лін, Шаньдун | 387           |
| Повіт Ліньї, Шаньдун | 419           |
| Цзінань, Шаньдун | 481           |
| Тайань, Шаньдун | 554           |
| Цюйфу, Шаньдун | 628           |
| Цоучен, Шаньдун | 651           |
| Тенгчжоу, Шаньдун | 691           |
| Повіт Вейшань, Шаньдун | 727           |
| Сюйчжоу, Цзянсу | 804           |
| Повіт Суінін, Цзянсу | 895           |
| Повіт Сі, Аньхой | 948           |
| Округ Вухе, Аньхой | 984           |
| Мінгуан, Аньхой | 1029          |
| Чучжоу, Аньхой | 1092          |
| Нанкін, Цзянсу | 1169          |
| Район Цзяннін, Цзянсу | 1185          |
| Джуронг, Цзянсу | 1221          |
| Ліян, Цзянсу | 1298          |
| Ісін, Цзянсу | 1333          |
| Хучжоу, Чжецзян | 1409          |
| Повіт Децін, Чжецзян | 1452          |
| Ханчжоу, Чжецзян | 1509          |
| Сяошань, Чжецзян | 1543 рік      |
| Шаосін, Чжецзян | 1584 рік      |
| Shangyu, Чжецзян | 1619 рік      |
| Шенчжоу, Чжецзян | 1643 рік      |
| Сіньчан, Чжецзян | 1693 рік      |
| Округ Тяньтай, Чжецзян | 1745 рік      |
| Ліньхай, Чжецзян | 1792 рік      |
| Юецін, Чжецзян | 1921 рік      |
| Веньчжоу, Чжецзян | 1984 рік      |
| Руйань, Чжецзян | 2021 рік      |
| Округ Піньян, Чжецзян | 2036          |
| Цаннань, Чжецзян | 2064          |
| Фудін, Фуцзянь | 2095          |
| Zherong, Фуцзянь | 2140          |
| Фуань, Фуцзянь | 2192          |
| Нінде, Фуцзянь | 2275          |
| Луоюань, Фуцзянь | 2321          |
| Повіт Ляньцзян, Фуцзянь | 2362          |
| Район Мавей, Фуцзянь | 2400          |
| Фучжоу, Фуцзянь | 2420          |